# Liste des sénateurs des États-Unis pour Rhode Island
Depuis la création des États-Unis en 1790, l'État de Rhode Island élit deux sénateurs, membres du Sénat fédéral.
| Sénateur de classe 1 | Sénateur de classe 1                                   | Sénateur de classe 1 | Congrès                                                                                  | Sénateur de classe 2 | Sénateur de classe 2                           | Sénateur de classe 2 |
| -------------------- | ------------------------------------------------------ | -------------------- | ---------------------------------------------------------------------------------------- | -------------------- | ---------------------------------------------- | -------------------- |
|                      | Théodore Foster (pro-administrationpuis fédéraliste)   |                      | 1er (1789-1791)                                                                          |                      | Joseph Stanton, Jr. (en) (anti-administration) |                      |
| 2e (1791-1793)       | Théodore Foster (pro-administrationpuis fédéraliste)   |                      |                                                                                          |                      | Joseph Stanton, Jr. (en) (anti-administration) |                      |
| 3e (1793-1795)       | Théodore Foster (pro-administrationpuis fédéraliste)   |                      | William Bradford (en) (pro-administrationpuis fédéraliste)                               |                      |                                                |                      |
|                      | Théodore Foster (pro-administrationpuis fédéraliste)   | 4e (1795-1797)       | William Bradford (en) (pro-administrationpuis fédéraliste)                               |                      |                                                |                      |
| 5e (1797)            | Théodore Foster (pro-administrationpuis fédéraliste)   |                      | William Bradford (en) (pro-administrationpuis fédéraliste)                               |                      |                                                |                      |
| 5e (1797-1799)       | Théodore Foster (pro-administrationpuis fédéraliste)   |                      | Ray Greene (en) (fédéraliste)                                                            |                      |                                                |                      |
| 6e (1799-1801)       | Théodore Foster (pro-administrationpuis fédéraliste)   |                      | Ray Greene (en) (fédéraliste)                                                            |                      |                                                |                      |
| 7e (1801-1803)       | Théodore Foster (pro-administrationpuis fédéraliste)   |                      | Christopher Ellery (en) (républicain-démocrate)                                          |                      |                                                |                      |
|                      | Samuel J. Potter (en) (républicain-démocrate)          |                      | Christopher Ellery (en) (républicain-démocrate)                                          | 8e (1803-1804)       |                                                |                      |
|                      | Benjamin Howland (en) (républicain-démocrate)          |                      | Christopher Ellery (en) (républicain-démocrate)                                          | 8e (1804-1805)       |                                                |                      |
| 9e (1805-1807)       | Benjamin Howland (en) (républicain-démocrate)          |                      | James Fenner (en) (républicain-démocrate)                                                |                      |                                                |                      |
| 10e (1807)           | Benjamin Howland (en) (républicain-démocrate)          |                      | James Fenner (en) (républicain-démocrate)                                                |                      |                                                |                      |
| 10e (1807-1809)      | Benjamin Howland (en) (républicain-démocrate)          |                      | Elisha Mathewson (en) (républicain-démocrate)                                            |                      |                                                |                      |
|                      | Francis Malbone (en) (fédéraliste)                     |                      | Elisha Mathewson (en) (républicain-démocrate)                                            | 11e (1809-1811)      |                                                |                      |
|                      | Christopher G. Champlin (en) (fédéraliste)             |                      | Elisha Mathewson (en) (républicain-démocrate)                                            | 11e (1809)           |                                                |                      |
| 12e (1811)           | Christopher G. Champlin (en) (fédéraliste)             |                      | Jeremiah B. Howell (en) (républicain-démocrate)                                          |                      |                                                |                      |
|                      | William Hunter (en) (fédéraliste)                      |                      | Jeremiah B. Howell (en) (républicain-démocrate)                                          | 12e (1811-1813)      |                                                |                      |
| 13e (1813-1815)      | William Hunter (en) (fédéraliste)                      |                      | Jeremiah B. Howell (en) (républicain-démocrate)                                          |                      |                                                |                      |
| 14e (1815-1817)      | William Hunter (en) (fédéraliste)                      |                      | Jeremiah B. Howell (en) (républicain-démocrate)                                          |                      |                                                |                      |
| 15e (1817-1819)      | William Hunter (en) (fédéraliste)                      |                      | James Burrill, Jr. (en) (fédéraliste)                                                    |                      |                                                |                      |
| 16e (1819-1820)      | William Hunter (en) (fédéraliste)                      |                      | James Burrill, Jr. (en) (fédéraliste)                                                    |                      |                                                |                      |
| 16e (1821)           | William Hunter (en) (fédéraliste)                      |                      | Nehemiah R. Knight (en) (républicain-démocrate puis anti-Jackson et pro-Adams puis whig) |                      |                                                |                      |
|                      | James DeWolf (républicain-démocrate puis anti-Jackson) |                      | Nehemiah R. Knight (en) (républicain-démocrate puis anti-Jackson et pro-Adams puis whig) | 17e (1821-1823)      |                                                |                      |
| 18e (1823-1825)      | James DeWolf (républicain-démocrate puis anti-Jackson) |                      | Nehemiah R. Knight (en) (républicain-démocrate puis anti-Jackson et pro-Adams puis whig) |                      |                                                |                      |
|                      | James DeWolf (républicain-démocrate puis anti-Jackson) | 19e (1825)           | Nehemiah R. Knight (en) (républicain-démocrate puis anti-Jackson et pro-Adams puis whig) |                      |                                                |                      |
|                      | Asher Robbins (en) (anti-Jackson et pro-Adams)         |                      | Nehemiah R. Knight (en) (républicain-démocrate puis anti-Jackson et pro-Adams puis whig) | 19e (1825-1827)      |                                                |                      |
| 20e (1827-1829)      | Asher Robbins (en) (anti-Jackson et pro-Adams)         |                      | Nehemiah R. Knight (en) (républicain-démocrate puis anti-Jackson et pro-Adams puis whig) |                      |                                                |                      |
| 21e (1829-1831)      | Asher Robbins (en) (anti-Jackson et pro-Adams)         |                      | Nehemiah R. Knight (en) (républicain-démocrate puis anti-Jackson et pro-Adams puis whig) |                      |                                                |                      |
| 22e (1831-1833)      | Asher Robbins (en) (anti-Jackson et pro-Adams)         |                      | Nehemiah R. Knight (en) (républicain-démocrate puis anti-Jackson et pro-Adams puis whig) |                      |                                                |                      |
| 23e (1833-1835)      | Asher Robbins (en) (anti-Jackson et pro-Adams)         |                      | Nehemiah R. Knight (en) (républicain-démocrate puis anti-Jackson et pro-Adams puis whig) |                      |                                                |                      |
| 24e (1835-1837)      | Asher Robbins (en) (anti-Jackson et pro-Adams)         |                      | Nehemiah R. Knight (en) (républicain-démocrate puis anti-Jackson et pro-Adams puis whig) |                      |                                                |                      |
| 25e (1837-1839)      | Asher Robbins (en) (anti-Jackson et pro-Adams)         |                      | Nehemiah R. Knight (en) (républicain-démocrate puis anti-Jackson et pro-Adams puis whig) |                      |                                                |                      |
|                      | Nathan F. Dixon I (en) (whig)                          |                      | Nehemiah R. Knight (en) (républicain-démocrate puis anti-Jackson et pro-Adams puis whig) | 26e (1839-1841)      |                                                |                      |
| 27e (1841-1842)      | Nathan F. Dixon I (en) (whig)                          |                      | James F. Simmons (en) (whig)                                                             |                      |                                                |                      |
|                      | William Sprague III (en) (whig)                        |                      | James F. Simmons (en) (whig)                                                             | 27e (1842-1843)      |                                                |                      |
| 28e (1843-1844)      | William Sprague III (en) (whig)                        |                      | James F. Simmons (en) (whig)                                                             |                      |                                                |                      |
|                      | John B. Francis (en) (loi et ordre (en))               |                      | James F. Simmons (en) (whig)                                                             | 28e (1844-1845)      |                                                |                      |
|                      | Albert C. Greene (en) (whig)                           |                      | James F. Simmons (en) (whig)                                                             | 29e (1845-1847)      |                                                |                      |
| 30e (1847-1849)      | Albert C. Greene (en) (whig)                           |                      | John Hopkins Clarke (en) (whig)                                                          |                      |                                                |                      |
| 31e (1849-1851)      | Albert C. Greene (en) (whig)                           |                      | John Hopkins Clarke (en) (whig)                                                          |                      |                                                |                      |
|                      | Charles T. James (en) (démocrate)                      |                      | John Hopkins Clarke (en) (whig)                                                          | 32e (1851-1853)      |                                                |                      |
| 33e (1853-1855)      | Charles T. James (en) (démocrate)                      |                      | Philip Allen (en) (démocrate)                                                            |                      |                                                |                      |
| 34e (1855-1857)      | Charles T. James (en) (démocrate)                      |                      | Philip Allen (en) (démocrate)                                                            |                      |                                                |                      |
|                      | James F. Simmons (en) (républicain)                    |                      | Philip Allen (en) (démocrate)                                                            | 35e (1857-1859)      |                                                |                      |
| 36e (1859-1861)      | James F. Simmons (en) (républicain)                    |                      | Henry B. Anthony (en) (républicain)                                                      |                      |                                                |                      |
| 37e (1861-1862)      | James F. Simmons (en) (républicain)                    |                      | Henry B. Anthony (en) (républicain)                                                      |                      |                                                |                      |
|                      | Samuel G. Arnold (en) (républicain)                    |                      | Henry B. Anthony (en) (républicain)                                                      | 37e (1862-1863)      |                                                |                      |
|                      | William Sprague IV (républicain)                       |                      | Henry B. Anthony (en) (républicain)                                                      | 38e (1863-1865)      |                                                |                      |
| 39e (1865-1867)      | William Sprague IV (républicain)                       |                      | Henry B. Anthony (en) (républicain)                                                      |                      |                                                |                      |
| 40e (1867-1869)      | William Sprague IV (républicain)                       |                      | Henry B. Anthony (en) (républicain)                                                      |                      |                                                |                      |
| 41e (1869-1871)      | William Sprague IV (républicain)                       |                      | Henry B. Anthony (en) (républicain)                                                      |                      |                                                |                      |
| 42e (1871-1873)      | William Sprague IV (républicain)                       |                      | Henry B. Anthony (en) (républicain)                                                      |                      |                                                |                      |
| 43e (1873-1875)      | William Sprague IV (républicain)                       |                      | Henry B. Anthony (en) (républicain)                                                      |                      |                                                |                      |
|                      | Ambrose Burnside (républicain)                         |                      | Henry B. Anthony (en) (républicain)                                                      | 44e (1875-1877)      |                                                |                      |
| 45e (1877-1879)      | Ambrose Burnside (républicain)                         |                      | Henry B. Anthony (en) (républicain)                                                      |                      |                                                |                      |
| 46e (1879-1881)      | Ambrose Burnside (républicain)                         |                      | Henry B. Anthony (en) (républicain)                                                      |                      |                                                |                      |
| 47e (1881)           | Ambrose Burnside (républicain)                         |                      | Henry B. Anthony (en) (républicain)                                                      |                      |                                                |                      |
|                      | Nelson W. Aldrich (républicain)                        |                      | Henry B. Anthony (en) (républicain)                                                      | 47e (1881-1883)      |                                                |                      |
| 48e (1883-1884)      | Nelson W. Aldrich (républicain)                        |                      | Henry B. Anthony (en) (républicain)                                                      |                      |                                                |                      |
| 48e (1884-1885)      | Nelson W. Aldrich (républicain)                        |                      | William P. Sheffield (en) (républicain)                                                  |                      |                                                |                      |
| 48e (1885)           | Nelson W. Aldrich (républicain)                        |                      | Jonathan Chace (en) (républicain)                                                        |                      |                                                |                      |
| 49e (1885-1887)      | Nelson W. Aldrich (républicain)                        |                      | Jonathan Chace (en) (républicain)                                                        |                      |                                                |                      |
| 50e (1887-1889)      | Nelson W. Aldrich (républicain)                        |                      | Jonathan Chace (en) (républicain)                                                        |                      |                                                |                      |
| 51e (1889-)          | Nelson W. Aldrich (républicain)                        |                      | Jonathan Chace (en) (républicain)                                                        |                      |                                                |                      |
| 51e (1889-1891)      | Nelson W. Aldrich (républicain)                        |                      | Nathan F. Dixon, III (en) (républicain)                                                  |                      |                                                |                      |
| 52e (1891-1893)      | Nelson W. Aldrich (républicain)                        |                      | Nathan F. Dixon, III (en) (républicain)                                                  |                      |                                                |                      |
| 53e (1893-1895)      | Nelson W. Aldrich (républicain)                        |                      | Nathan F. Dixon, III (en) (républicain)                                                  |                      |                                                |                      |
| 54e (1895-1897)      | Nelson W. Aldrich (républicain)                        |                      | George P. Wetmore (en) (républicain)                                                     |                      |                                                |                      |
| 55e (1897-1899)      | Nelson W. Aldrich (républicain)                        |                      | George P. Wetmore (en) (républicain)                                                     |                      |                                                |                      |
| 56e (1899-1901)      | Nelson W. Aldrich (républicain)                        |                      | George P. Wetmore (en) (républicain)                                                     |                      |                                                |                      |
| 57e (1901-1903)      | Nelson W. Aldrich (républicain)                        |                      | George P. Wetmore (en) (républicain)                                                     |                      |                                                |                      |
| 58e (1903-1905)      | Nelson W. Aldrich (républicain)                        |                      | George P. Wetmore (en) (républicain)                                                     |                      |                                                |                      |
| 59e (1905-1907)      | Nelson W. Aldrich (républicain)                        |                      | George P. Wetmore (en) (républicain)                                                     |                      |                                                |                      |
| 60e (1907-1909)      | Nelson W. Aldrich (républicain)                        |                      | George P. Wetmore (en) (républicain)                                                     |                      |                                                |                      |
| 61e (1909-1911)      | Nelson W. Aldrich (républicain)                        |                      | George P. Wetmore (en) (républicain)                                                     |                      |                                                |                      |
|                      | Henry F. Lippitt (en) (républicain)                    |                      | George P. Wetmore (en) (républicain)                                                     | 62e (1911-1913)      |                                                |                      |
| 63e (1913-1915)      | Henry F. Lippitt (en) (républicain)                    |                      | LeBaron B. Colt (en) (républicain)                                                       |                      |                                                |                      |
| 64e (1915-1917)      | Henry F. Lippitt (en) (républicain)                    |                      | LeBaron B. Colt (en) (républicain)                                                       |                      |                                                |                      |
|                      | Peter G. Gerry (en) (démocrate)                        |                      | LeBaron B. Colt (en) (républicain)                                                       | 65e (1917-1919)      |                                                |                      |
| 66e (1919-1921)      | Peter G. Gerry (en) (démocrate)                        |                      | LeBaron B. Colt (en) (républicain)                                                       |                      |                                                |                      |
| 67e (1921-1923)      | Peter G. Gerry (en) (démocrate)                        |                      | LeBaron B. Colt (en) (républicain)                                                       |                      |                                                |                      |
| 68e (1923-1924)      | Peter G. Gerry (en) (démocrate)                        |                      | LeBaron B. Colt (en) (républicain)                                                       |                      |                                                |                      |
| 68e (1924-1925)      | Peter G. Gerry (en) (démocrate)                        |                      | Jesse H. Metcalf (en) (républicain)                                                      |                      |                                                |                      |
| 69e (1925-1927)      | Peter G. Gerry (en) (démocrate)                        |                      | Jesse H. Metcalf (en) (républicain)                                                      |                      |                                                |                      |
| 70e (1927-1929)      | Peter G. Gerry (en) (démocrate)                        |                      | Jesse H. Metcalf (en) (républicain)                                                      |                      |                                                |                      |
|                      | Felix Hebert (en) (républicain)                        |                      | Jesse H. Metcalf (en) (républicain)                                                      | 71e (1929-1931)      |                                                |                      |
| 72e (1931-1933)      | Felix Hebert (en) (républicain)                        |                      | Jesse H. Metcalf (en) (républicain)                                                      |                      |                                                |                      |
| 73e (1933-1935)      | Felix Hebert (en) (républicain)                        |                      | Jesse H. Metcalf (en) (républicain)                                                      |                      |                                                |                      |
|                      | Peter G. Gerry (en) (démocrate)                        |                      | Jesse H. Metcalf (en) (républicain)                                                      | 74e (1935-1937)      |                                                |                      |
| 75e (1937-1939)      | Peter G. Gerry (en) (démocrate)                        |                      | Theodore F. Green (en) (démocrate)                                                       |                      |                                                |                      |
| 76e (1939-1941)      | Peter G. Gerry (en) (démocrate)                        |                      | Theodore F. Green (en) (démocrate)                                                       |                      |                                                |                      |
| 77e (1941-1943)      | Peter G. Gerry (en) (démocrate)                        |                      | Theodore F. Green (en) (démocrate)                                                       |                      |                                                |                      |
| 78e (1943-1945)      | Peter G. Gerry (en) (démocrate)                        |                      | Theodore F. Green (en) (démocrate)                                                       |                      |                                                |                      |
| 79e (1945-1947)      | Peter G. Gerry (en) (démocrate)                        |                      | Theodore F. Green (en) (démocrate)                                                       |                      |                                                |                      |
|                      | J. Howard McGrath (démocrate)                          |                      | Theodore F. Green (en) (démocrate)                                                       | 80e (1947-1949)      |                                                |                      |
| 81e (1949-1950)      | J. Howard McGrath (démocrate)                          |                      | Theodore F. Green (en) (démocrate)                                                       |                      |                                                |                      |
|                      | Edward L. Leahy (en) (démocrate)                       |                      | Theodore F. Green (en) (démocrate)                                                       | 81e (1949)           |                                                |                      |
|                      | John O. Pastore (démocrate)                            |                      | Theodore F. Green (en) (démocrate)                                                       | 81e (1950-1951)      |                                                |                      |
| 82e (1951-1953)      | John O. Pastore (démocrate)                            |                      | Theodore F. Green (en) (démocrate)                                                       |                      |                                                |                      |
| 83e (1953-1955)      | John O. Pastore (démocrate)                            |                      | Theodore F. Green (en) (démocrate)                                                       |                      |                                                |                      |
| 84e (1955-1957)      | John O. Pastore (démocrate)                            |                      | Theodore F. Green (en) (démocrate)                                                       |                      |                                                |                      |
| 85e (1957-1959)      | John O. Pastore (démocrate)                            |                      | Theodore F. Green (en) (démocrate)                                                       |                      |                                                |                      |
| 86e (1959-1961)      | John O. Pastore (démocrate)                            |                      | Theodore F. Green (en) (démocrate)                                                       |                      |                                                |                      |
| 87e (1961-1963)      | John O. Pastore (démocrate)                            |                      | Claiborne Pell (démocrate)                                                               |                      |                                                |                      |
| 88e (1963-1965)      | John O. Pastore (démocrate)                            |                      | Claiborne Pell (démocrate)                                                               |                      |                                                |                      |
| 89e (1965-1967)      | John O. Pastore (démocrate)                            |                      | Claiborne Pell (démocrate)                                                               |                      |                                                |                      |
| 90e (1967-1969)      | John O. Pastore (démocrate)                            |                      | Claiborne Pell (démocrate)                                                               |                      |                                                |                      |
| 91e (1969-1971)      | John O. Pastore (démocrate)                            |                      | Claiborne Pell (démocrate)                                                               |                      |                                                |                      |
| 92e (1971-1973)      | John O. Pastore (démocrate)                            |                      | Claiborne Pell (démocrate)                                                               |                      |                                                |                      |
| 93e (1973-1975)      | John O. Pastore (démocrate)                            |                      | Claiborne Pell (démocrate)                                                               |                      |                                                |                      |
| 94e (1975-1976)      | John O. Pastore (démocrate)                            |                      | Claiborne Pell (démocrate)                                                               |                      |                                                |                      |
|                      | John Chafee (républicain)                              |                      | Claiborne Pell (démocrate)                                                               | 94e (1976-1977)      |                                                |                      |
| 95e (1977-1979)      | John Chafee (républicain)                              |                      | Claiborne Pell (démocrate)                                                               |                      |                                                |                      |
| 96e (1979-1981)      | John Chafee (républicain)                              |                      | Claiborne Pell (démocrate)                                                               |                      |                                                |                      |
| 97e (1981-1983)      | John Chafee (républicain)                              |                      | Claiborne Pell (démocrate)                                                               |                      |                                                |                      |
| 98e (1983-1985)      | John Chafee (républicain)                              |                      | Claiborne Pell (démocrate)                                                               |                      |                                                |                      |
| 99e (1985-1987)      | John Chafee (républicain)                              |                      | Claiborne Pell (démocrate)                                                               |                      |                                                |                      |
| 100e (1987-1989)     | John Chafee (républicain)                              |                      | Claiborne Pell (démocrate)                                                               |                      |                                                |                      |
| 101e (1989-1991)     | John Chafee (républicain)                              |                      | Claiborne Pell (démocrate)                                                               |                      |                                                |                      |
| 102e (1991-1993)     | John Chafee (républicain)                              |                      | Claiborne Pell (démocrate)                                                               |                      |                                                |                      |
| 103e (1993-1995)     | John Chafee (républicain)                              |                      | Claiborne Pell (démocrate)                                                               |                      |                                                |                      |
| 104e (1995-1997)     | John Chafee (républicain)                              |                      | Claiborne Pell (démocrate)                                                               |                      |                                                |                      |
| 105e (1997-1999)     | John Chafee (républicain)                              |                      | Jack Reed (démocrate)                                                                    |                      |                                                |                      |
| 106e (1999)          | John Chafee (républicain)                              |                      | Jack Reed (démocrate)                                                                    |                      |                                                |                      |
|                      | Lincoln Chafee (républicain)                           |                      | Jack Reed (démocrate)                                                                    | 106e (1999-2001)     |                                                |                      |
| 107e (2001-2003)     | Lincoln Chafee (républicain)                           |                      | Jack Reed (démocrate)                                                                    |                      |                                                |                      |
| 108e (2003-2005)     | Lincoln Chafee (républicain)                           |                      | Jack Reed (démocrate)                                                                    |                      |                                                |                      |
| 109e (2005-2007)     | Lincoln Chafee (républicain)                           |                      | Jack Reed (démocrate)                                                                    |                      |                                                |                      |
|                      | Sheldon Whitehouse (démocrate)                         |                      | Jack Reed (démocrate)                                                                    | 110e (2007-2009)     |                                                |                      |
| 111e (2009-2011)     | Sheldon Whitehouse (démocrate)                         |                      | Jack Reed (démocrate)                                                                    |                      |                                                |                      |
| 112e (2011-2013)     | Sheldon Whitehouse (démocrate)                         |                      | Jack Reed (démocrate)                                                                    |                      |                                                |                      |
| 113e (2013-2015)     | Sheldon Whitehouse (démocrate)                         |                      | Jack Reed (démocrate)                                                                    |                      |                                                |                      |
| 114e (2015-2017)     | Sheldon Whitehouse (démocrate)                         |                      | Jack Reed (démocrate)                                                                    |                      |                                                |                      |
| 115e (2017-2019)     | Sheldon Whitehouse (démocrate)                         |                      | Jack Reed (démocrate)                                                                    |                      |                                                |                      |
| 116e (2019-2021)     | Sheldon Whitehouse (démocrate)                         |                      | Jack Reed (démocrate)                                                                    |                      |                                                |                      |
| 117e (2021-2023)     | Sheldon Whitehouse (démocrate)                         |                      | Jack Reed (démocrate)                                                                    |                      |                                                |                      |
| 118e (2023-2025)     | Sheldon Whitehouse (démocrate)                         |                      | Jack Reed (démocrate)                                                                    |                      |                                                |                      |
| 119e (2025-2027)     | Sheldon Whitehouse (démocrate)                         |                      | Jack Reed (démocrate)                                                                    |                      |                                                |                      |